# 中国驻岘港总领事馆
中华人民共和国驻岘港总领事馆，简称中国驻岘港总领事馆，是中华人民共和国派驻越南岘港市的最高级别外交机构，位于五行山郡奎美坊陈仲谦路4-8号（Lo 4-8 Tran Trong Khiem, Khue My, Ngu Hanh Son）。领区包括岘港市、承天顺化省、广南省、广义省、平定省、富安省。

## 历史沿革
在1975年以前，中华民国凭借着与越南共和国的外交关系曾在岘港（蜆港）设有领事馆。1975年，北越和越南南方民族解放陣線进入越南南部，越南勞動黨接管岘港市，中華民國駐蜆港領事馆因此关闭。越南共和国覆亡后，中华人民共和国政府向越南政府提出在岘港市设立总领事馆，越南政府表示同意；不过其后因为中越双边关系的恶化，中国并没有立即在岘港开设领事机构。
2016年，中华人民共和国与越南达成协议，越南政府同意中华人民共和国在岘港建立总领事馆。2017年10月13日，中华人民共和国政府在岘港建立总领事馆，为岘港市内的第三座总领事馆。

## 机构设置
中国驻岘港总领事馆设置下列机构：
- 领事侨务处
- 办公室